# Sara Szabes
Sara Szabes, także Szabat, de domo Lachowicka (ur. 6 marca 1913 w Nieświeżu, zm. 2008) – izraelska poetka tworząca w jidysz.

## Życiorys
Urodziła się 6 marca 1913 roku w Nieświeżu, kształciła się w gimnazjum hebrajskim. W 1934 roku wyjechała do Palestyny, gdzie najpierw mieszkała w kibucu Ramat Jochanan, po czym – w 1940 roku – osiadła w Bet Alfa. Pracowała jako krawcowa, pisząc wiersze dla samej siebie na tym, co miała pod ręką: urywakach papieru, czy serwetkach. Swą twórczość pokazywała nielicznym. Przyjaźniła się z Ruchl Fiszman, która gdy przypadkiem dowiedziała się o jej poezji, wraz z literatami Mordechajem Chalmiszem oraz Dawidem i Moszem Cohenami namówiła Szabes do publikacji.   
Zadebiutowała 14 listopada 1979 roku na łamach „Isroel Sztime”. W swojej twórczości zwraca uwagę na siłę kobiet, pisząc o postaciach z historii żydowskiej, czy Biblii. Częstym motywem w jej poezji jest wojna. Dwa z jej tomików poetyckich ukazały się po angielsku, a jej wiersze pojawiły się w antologii Moja dzika koza. Antologia poetek jidysz (2018).   
Zmarła w 2008 roku.   

## Dzieła
- Fun hejm cu hejm („Z domu do domu”), 1981
- Cwiszn zun un szotn („Między słońcem a cieniem”), 1983
- Wi a feder in wint („Jak pióro na wietrze”), 1985
- Trit cwiszn grudes („Stąpać między grudami”), 1989

Na podstawie źródła.